# Усть-Канское сельское поселение
Усть-Канское се́льское поселе́ние — муниципальное образование в Усть-Канском муниципальном районе Республики Алтай Российской Федерации.
Административный центр — село Усть-Кан.

## История
Статус и границы сельского поселения установлены Законом Республики Алтай от 13 января 2005 года № 10-РЗ «Об образовании муниципальных образований, наделении соответствующим статусом и установлении их границ»

## Население
| 2010  | 2011  | 2012  | 2013  | 2014  | 2015  | 2016  |
| ----- | ----- | ----- | ----- | ----- | ----- | ----- |
| 4123  | ↘4114 | ↘4061 | ↗4139 | ↗4317 | ↗4391 | ↗4542 |
| 2017  | 2018  | 2019  | 2020  | 2021  |       |       |
| ↗4629 | ↗4691 | ↘4674 | ↗4784 | ↗4892 |       |       |

## Состав сельского поселения
| № | Населённый пункт | Тип населённого пункта       | Население |
| - | ---------------- | ---------------------------- | --------- |
| 1 | Усть-Кан         | село, административный центр | ↗4892     |